# سفارة التشيك في روسيا
سفارة التشيك في روسيا هي أرفع تمثيل دبلوماسي لدولة التشيك لدى روسيا. تقع السفارة في موسكو وهي تهدف لتعزيز المصالح التشيكية في روسيا.

## وصلات خارجية
- قائمة سفارات التشيك
- قائمة السفارات في روسيا